# Alexandru Maxim (labdarúgó, 1990)
Alexandru Iulian Maxim (Karácsonkő, 1990. július 8. –) román labdarúgó, a német élvonalbeli Mainz 05 középpályása.

## Klubcsapatokban
Maxim pályafutását a helyi Olimpia Piatra Neamţban kezdte, mielőtt 2004-ben az Ardealul Clujhoz szerződött, ahol Mihai Răduț és Vlad Chiricheș is csapattársa volt.
A 2009–10-es szezont a spanyol harmadosztályú RCD Espanyol B-nél töltötte. A 2010–11-es szezonra kölcsönadták a CF Badalona csapatának. 2011-ben a CS Pandurii Târgu Jiuba igazolt.

### Stuttgart
2013. január 31-én a VfB Stuttgart szerződtette 1,5 millió euróért. Később négy és féléves szerződést írt alá, melynek értelmében évi 480 000 eurót fog keresni. Új csapatában 2013. február 14-én, a KRC Genk elleni Európa-liga-nyolcaddöntőn mutatkozott be. Február 23-án a német élvonalban is bemutatkozott az 1. FC Nürnberg ellen.
2013. március 30-án meglőtte első gólját a VfB Stuttgart színeiben, a Borussia Dortmund ellen ezzel egyenlített csapata, de a sárga-feketék Robert Lewandowski kései góljával végül 2–1-re nyertek.
Szeptember 1-én első dupláját is megszerezte, mellette még két gólpasszt is kiosztott, 6–2-re verték a Hoffenheimet, négy forduló után a VfB Stuttgart megszerezte első győzelmét a bajnokságban. Jó formája a következő, Hertha BSC elleni bajnokira is megmaradt, a meccs egyetlen gólja előtt ő adta a gólpasszt.
A 2013–14-es bajnokságban 26 meccsen 9 gólt lőtt, 11 gólpasszt adott.

## Válogatottban
Maxim a román labdarúgó-válogatottban 2012. május 30-án, a Svájc elleni barátságos meccsen debütált. Szeptember 11-én Gheorghe Grozav után ő lett a második olyan, a román válogatottban gólt szerző labdarúgó, aki az 1989-es romániai forradalom után született.

### Góljai a válogatottban
| # | Dátum                | Helyszín                           | Ellenfél     | Állás | Eredmény | Kiírás                         |
| - | -------------------- | ---------------------------------- | ------------ | ----- | -------- | ------------------------------ |
| 1 | 2012. szeptember 11. | Arena Națională, Bukarest, Románia | Andorra      | 4–0   | 4–0      | 2014-es világbajnoki selejtező |
| 2 | 2012. november 14.   | Arena Națională, Bukarest, Románia | Belgium      | 1–1   | 2–1      | Barátságos mérkőzés            |
| 3 | 2017. szeptember 1.  | Arena Națională, Bukarest, Románia | Örményország | 0–0   | 1–0      | 2018-as világbajnoki selejtező |

## Statisztikák

### Klubcsapatban
(2014. október 26. szerint)
| Klub               | Szezon   | Bajnokság | Bajnokság | Kupa  | Kupa | Európa | Európa | Összesen | Összesen | Összesen |
| Klub               | Szezon   | Meccs     | Gól       | Meccs | Gól  | Meccs  | Gól    | Meccs    | Gól      |          |
| ------------------ | -------- | --------- | --------- | ----- | ---- | ------ | ------ | -------- | -------- | -------- |
| Espanyol B         |          |           |           |       |      |        |        |          |          |          |
| 2009–10            | 26       | 0         | 0         | 0     | 0    | 0      | 26     | 0        |          |          |
| Összesen           | Összesen | 26        | 0         | 0     | 0    | 0      | 0      | 26       | 0        |          |
| Badalona           |          |           |           |       |      |        |        |          |          |          |
| 2010–11            | 5        | 0         | 0         | 0     | 0    | 0      | 5      | 0        |          |          |
| Összesen           | Összesen | 5         | 0         | 0     | 0    | 0      | 0      | 5        | 0        |          |
| Pandurii Târgu Jiu |          |           |           |       |      |        |        |          |          |          |
| 2011–12            | 25       | 4         | 3         | 0     | 0    | 0      | 28     | 4        |          |          |
| 2012–13            | 19       | 5         | 1         | 0     | 0    | 0      | 20     | 5        |          |          |
| Összesen           | Összesen | 44        | 9         | 4     | 0    | 0      | 0      | 48       | 9        |          |
| VfB Stuttgart      |          |           |           |       |      |        |        |          |          |          |
| 2012–13            | 11       | 1         | 2         | 0     | 3    | 0      | 16     | 1        |          |          |
| 2013–14            | 29       | 7         | 2         | 0     | 3    | 0      | 34     | 7        |          |          |
| 2014–15            | 6        | 1         | 1         | 0     | 0    | 0      | 7      | 1        |          |          |
| Összesen           | Összesen | 46        | 9         | 5     | 0    | 6      | 0      | 57       | 9        |          |
| Összesen           | Összesen | 121       | 18        | 9     | 0    | 6      | 0      | 136      | 18       |          |

## Sikerei, díjai

### Espanyol
- Copa de Campeones Juvenil: 2007–08

### VfB Stuttgart
- DFB-Pokal ezüstérmes: 2012–13

## Fordítás
Ez a szócikk részben vagy egészben  az   Alexandru Maxim című angol Wikipédia-szócikk ezen változatának fordításán alapul.  Az eredeti cikk szerkesztőit annak laptörténete sorolja fel. Ez a jelzés csupán a megfogalmazás eredetét és a szerzői jogokat jelzi, nem szolgál a cikkben szereplő információk forrásmegjelöléseként.